# Борец молдавский
Боре́ц молда́вский, или Акони́т молда́вский (лат. Aconitum moldavicum) — вид многолетних травянистых растений из рода Борец семейства Лютиковые (Ranunculaceae).

## Описание
Многолетнее травянистое растение высотой 30—80 см с тонким корневищем без утолщений. Стебель редковетвистый, опущенный. Листья довольно крупные, пальчато-5- или 7-раздельные, доли их обратнояйцевидные или ромбовидные, на верхушке тройчаторассечённые, по краю пильчатые. Листья в направлении к верхушке заметно уменьшаются по размеру. Цветки собраны в пышную разветвлённую или простую редкую кисть. Характерным отличительным признаком является опушение веточек соцветия загнутыми волосками без железок. Цветки красные или синевато-фиолетовые, с конически-цилиндрическим шлемом, на цветоножках, причём ножки нижних цветков в кисти длиннее самого цветка. Плод — листовка, семена чёрного цвета, ребристые. Цветёт с начала июля до конца августа.

## Ареал
Относится к карпатским эндемикам (с преимущественным распространением в предгорьях и в горах северной Словакии, крайне редко и в других местах). Полутене- и тенелюбивое растение, предпочитающее влажное, гумусные почвы. Встречается в различных сообществах, в основном в поручейных ольшаниках.

## Охрана
Занесена к «Списку редких и таких, что находятся под угрозой исчезновения, видов растительного мира на территории Тернопольской области» (решение Тернопольского облсовета от 11 ноября 2002 № 64).